# Peter von Carnap (Politiker, 1669)
Peter von Carnap (* 1. Februar 1669 in Elberfeld; † 1736 ebenda) war ein deutscher Politiker und Bürgermeister von Elberfeld.
Peter von Carnap war Sohn des Kaufmanns und Landgerichtsschöffen Johannes von Carnap (1643–1679) und dessen Frau Anna Margareta Bredt (1647–1730). Peter erwarb am 27. Februar 1694 das Bürgerrecht. Im Jahr 1698 war er erstmals Ratsmitglied, im Jahr darauf Gemeinsmann. In den Jahren 1704, 1710, 1724 und 1730 war er ebenfalls Ratsmitglied. Bei der Bürgermeisterwahl 1717 wurde er erstmals vorgeschlagen, unterlag aber Peter Wichelhausen. Fünf Jahre später, 1722, wurde er ein zweites Mal vorgeschlagen und ins Amt gewählt. Im Jahr darauf war er folglich Stadtrichter von Elberfeld.
Peter von Carnap heiratete 1694 Susanna Teschemacher (1694–1744), mit der er sieben Kinder hatte. Zwei seiner Söhne wurden ebenfalls Bürgermeister von Elberfeld. Johannes von Carnap wurde 1737 gewählt, sein zwei Jahre älterer Bruder Peter von Carnap wurde zwei Jahre später ebenfalls Bürgermeister von Elberfeld.
Peter von Carnap starb 1736 und wurde am 9. Juni in Elberfeld beerdigt. Der gleichnamige Peter von Carnap, Bürgermeister 1671 und 1681, war ein Onkel von ihm.